# G Data
G Data è un'azienda che produce software principalmente nel campo della sicurezza informatica e ha sede a Bochum, in Germania.
Fu fondata sempre a Bochum nel 1985 ed è presente in circa 60 paesi, contando oltre 300 dipendenti.
Il mercato a cui si rivolge l'azienda spazia dalle società di Telecomunicazioni, agli operatori finanziari, Sanità e Pubblica amministrazione, Servizi Assicurativi e Banche, Industria, Scuole e Università.
G Data compete nell'industria degli antivirus contro Avira, F-Secure, Frisk, Kaspersky, McAfee, Panda Security, Sophos e Symantec tra gli altri.

## Storia

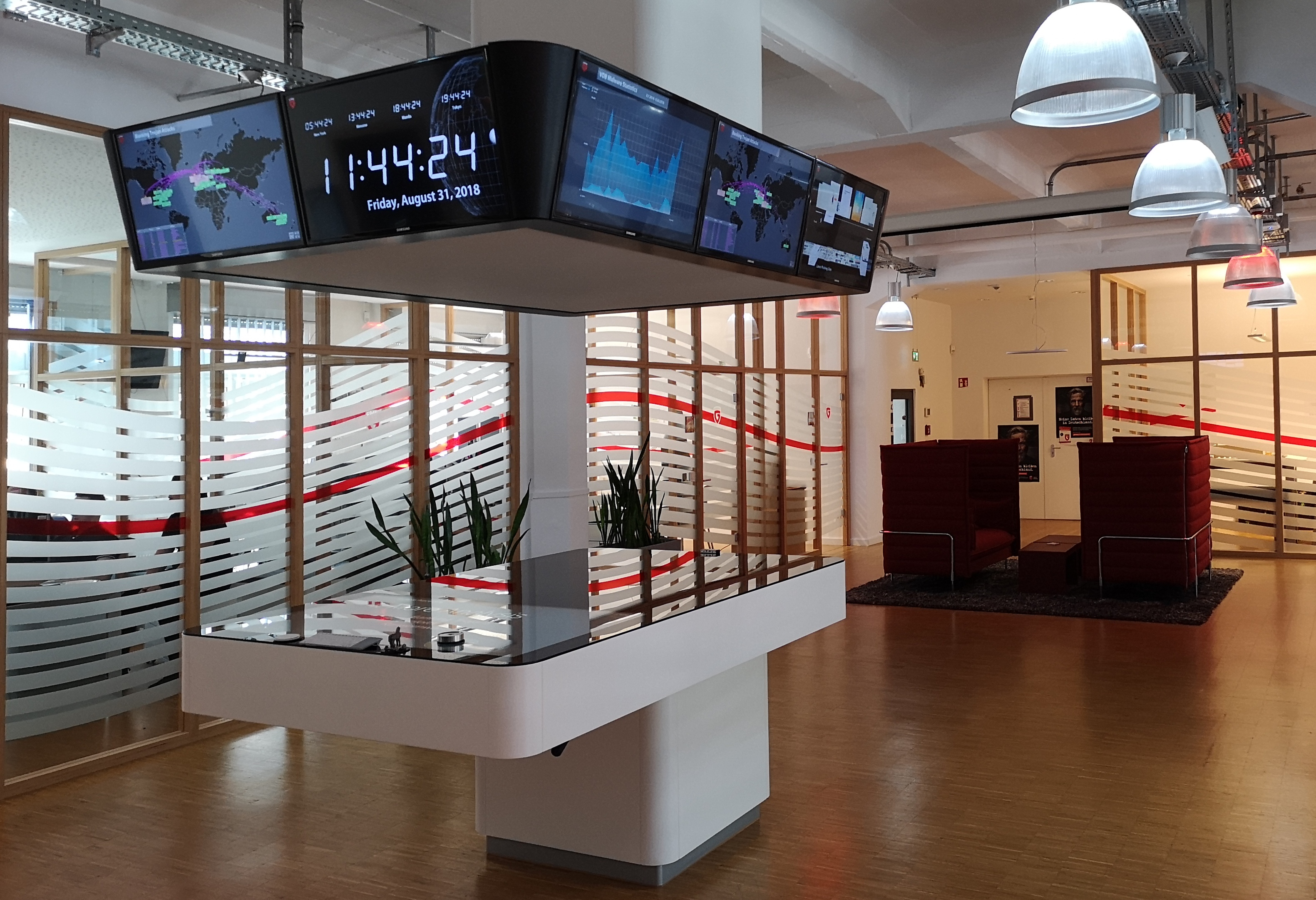
G Data War Room

Fu fondata nel 1985 da due studenti, Kai Figge e Frank Kuehn, che affascinati dalla piattaforma Atari ST, presentata quell'anno alla fiera di Hannover, cominciarono a sviluppare applicazioni per l'Atari ST.
Nel 1986 al CeBIT, G Data presenta il suo primo metodo di protezione antivirus per il computer Atari, l'anno successivo sviluppa una serie di programmi tra i quali uno dei primi programmi antivirus per computer, il G Data AntiVirusKit.
Attorno agli anni '90 la distribuzione dei personal computer comincia a prendere campo e la G Data comincia a sviluppare applicativi in ambiente MS-DOS con un'interfaccia grafica per l'utente.
Tra il '90 e il '92 continua la produzione di software in ambiente MS-DOS e, dopo il rilascio di Windows 3.0 avvenuto nel '90, inizia la produzione per questo nuovo sistema operativo e le successive versione.
Nel '95 viene aperta una filiale estera in Polonia e nel 2000 la G Data assume la forma di Società per azioni, la cui quota di maggioranza è comunque a tutt'oggi conservata dai dipendenti e soci fondatori.
Dopo il 2001 G Data fa ingresso al mercato delle reti aziendali con un software Antivirus Business ed Enterprise. Sviluppa un software antivirus dotato di due "motori" che operano simultaneamente.
Nel 2003 si apre al mercato nipponico, nel 2005 a quello italiano e francese.
Nel 2005 e nel 2007 G Data si aggiudica il primo posto per G Data InternetSecurity nella prova comparativa della rivista (e organizzazione) di consumatori Stiftung Warentest.
Sempre nel 2007 al CeBIT viene proposto al pubblico G Data TotalCare.
Nel 2008 viene commercializzato una soluzione all-in-one che combina la protezione antivirus, backup e tecnologia di crittografia per notebook.
Nel 2009 si contano almeno 60 paesi nel mondo, compresi Sud America, Russia, Sud Africa e Cina, in cui sono distribuiti software G Data.
Nel 2010 al CeBIT viene lanciato G Data EndpointProtection, un prodotto che racchiude in sé, firewall, antivirus, antispam con integrazione di reportistiche e gestione centralizzata delle utenze. Nella versione Enterprise è integrata anche la gestione dei backup.
Nel 2013 Altroconsumo giudica il software G Data InternetSecurity 2013 come migliore nel test comparativo con altri prodotti di sicurezza simili.

## Riconoscimenti ricevuti
I principali riconoscimenti ottenuti da riviste e associazioni di settore che eseguono test comparativi sui diversi prodotti software di sicurezza in commercio e comparabili tra loro sono stati:
2005-2007:
- Primo posto per Internet Security (prova comparativa con prodotti simili) sulla rivista Stiftung Warentest

2009-2010:
- G Data MailSecurity 2010, G Data ClientSecurity Business, G Data AntiVirus Business/Enterprise riconoscimenti da AV-Comparatives
- G Data InternetSecurity 2010
  - Riconosciuta la performance di scansione sulla rivista CD Austria
  - È risultato tra i migliori su Pc world
  - "Best Buy" su PC Advisor
  - "Best Buy" nel gennaio 2010 su Pc world
- G Data TotalCare 2010 tra i vincitori nei test comparativi su PC Today
- G Data AntiVirus 2010 "VB 100" in aprile e dicembre 2009 su Virus Bulletin Certificate

2010-2011:
- G Data InternetSecurity 2011 "Gut" su Online PC nel Novembre 2010
- G Data AntiVirus 2011
  - "VB 100" in aprile 2011 su Virus Bulletin Certificate
  - Riconoscimenti da AV-Comparatives

2012-2013
- G Data InternetSecurity 2012
  - Certificazione da ICSA Labs
  - Certificazioni da AV Test
  - Riconoscimento di Stiftung Warentest
- G Data AntiVirus 2012
  - Riconoscimento da AV-Comparatives
  - "VB 100" su Virus Bulletin Certificate
- G Data InternetSecurity 2013
  - Certificazioni da AV Test
  - Riconoscimento da AV-Comparatives
- G Data MobileSecurity 2
  - Certificazioni da AV Test
- G Data InternetSecurity 2013
  - Riconoscimento dalla rivista PCtipp
  - Certificazioni da AV Test
  - Riconoscimenti da AV-Comparatives
  - Scelto come miglior pacchetto antivirus da Altroconsumo (Test sul n. 269 - aprile 2013)
- G Data InternetSecurity 2014
  - Certificazioni da AV Test
  - Riconoscimenti da AV-Comparatives
- G Data AntiVirus/Antivirus Business
  - Riconoscimenti da AV-Comparatives
  - "VB 100" su Virus Bulletin Certificate

2021-2024:
- eco://award[4]
- Comenius-EduMedia-Siegel[5]
- Stiftung Warentest
  - Vincitore del test del programma antivirus G Data Internet Security 2024[6]

## Tipologia del software distribuito attualmente
Il software prodotto e commercializzato è suddiviso tra la categoria degli Utenti privati e la categoria delle Aziende.
Per gli utenti privati sono distribuiti:
- Software antivirus
- Software antivirus con firewall (indicato col nome InternetSecurity)
- Software antivirus con firewall comprensivo anche di utility per il backup e altre utility di sicurezza
- Software di sicurezza per smartphone o tablet con sistema operativo Android (indicato con il termine MobileSecurity)
- Software VPN

Per le aziende sono distribuiti:
- Software antivirus
- Software antivirus con firewall per internet e reti locali (indicato con il termine ClientSecurity)
- Software di protezione antivirus e firewall con gestione centralizzata delle utenze (indicato con il termine EndpointProtection)

Sia per le utenze private che per le utenze aziendali sono disponibili versioni di prova con durata limitata.

## Referenze, prove e complementi
- PC Professionale (12 settembre 2011 di S. P.) "G Data 2012"
- PC Professionale (16 aprile 2012 di La Redazione) "Generazione 2013 per gli antivirus G Data"
- PC Professionale (8 maggio 2013 di La Redazione) "Arrivano le versioni 2014 dei software di G Data"
- SMAU: news espositori 2008
- IlSoftware.it: "G DATA TotalCare 2011"